# Márton Flander
Márton Flander (* 5. März 1985 in Baja) ist ein ehemaliger ungarischer Duathlet, Triathlet und vierfacher nationaler Meister.

## Werdegang
Márton Flander betreibt Triathlon seit 2002.
2011 startete er beim Ironman Regensburg erstmals auf der Langdistanz und belegte den 17. Rang.
2013 wurde er ungarischer Vize-Staatsmeister auf der Triathlon-Mitteldistanz.
Er wurde von 2014 bis 2017 viermal in Folge ungarischer Meister auf der Triathlon-Langdistanz.
Seine Siegerzeit von 2017 mit 8:10:11 h ist ungarischer Rekord.
2018 wurde er Vize-Staatsmeister Triathlon Langdistanz.
Im August 2019 wurde der damals 34-Jährige in Nagyatád Dritter bei der nationalen Meisterschaft auf der Langdistanz.
Seit 2019 tritt Márton Flander nicht mehr international in Erscheinung.

## Sportliche Erfolge
| Datum/Jahr    | Rang | Wettbewerb                                           | Austragungsort | Zeit     | Bemerkung                                                                               |
| ------------- | ---- | ---------------------------------------------------- | -------------- | -------- | --------------------------------------------------------------------------------------- |
| 31. Aug. 2019 | 7    | HUN Triathlon National Championships                 | Tata           | 02:03:31 | Triathlon-Staatsmeisterschaft                                                           |
| 7. Juli 2019  |      | ETU Middle Distance Triathlon European Championships | Târgu Mureș    | 04:09:55 | zweiter Rang der Altersklasse 30–34 bei der ETU-Europameisterschaft auf der Halbdistanz |
| 15. Juni 2019 | 4    | HUN Middle Distance Triathlon National Championships | Keszthely      | 04:28:55 |                                                                                         |
| 26. Mai 2019  | 30   | Ironman 70.3 Austria                                 | St. Pölten     | 04:18:25 |                                                                                         |
| 11. Juni 2017 | 3    | Keszthely Triathlon                                  | Keszthely      | 03:56:32 | auf der Mitteldistanz                                                                   |
| 20. Juni 2015 | 18   | HUN Sprint Triathlon National Championships          | Baja           | 00:59:04 |                                                                                         |
| 2013          | 2    | HUN Middle Distance Triathlon National Championships | Ungarn         |          |                                                                                         |

| Datum/Jahr    | Rang | Wettbewerb                                        | Austragungsort    | Zeit     | Bemerkung                                    |
| ------------- | ---- | ------------------------------------------------- | ----------------- | -------- | -------------------------------------------- |
| 10. Aug. 2019 | 3    | HUN Long Distance Triathlon National Championship | Nagyatád          |          |                                              |
| 28. Juli 2018 | 2    | HUN Long Distance Triathlon National Championship | Nagyatád          | 08:41:28 |                                              |
| 30. Juli 2017 | 1    | HUN Long Distance Triathlon National Championship | Nagyatád          | 08:10:11 |                                              |
| 4. Sep. 2016  | 2    | Austria-Triathlon                                 | Podersdorf        |          | Zweiter hinter dem Slowenen Jaroslav Kovačič |
| 30. Juli 2016 | 1    | HUN Long Distance Triathlon National Championship | Nagyatád          | 08:25:36 |                                              |
| 12. Juli 2015 | 11   | Challenge Roth                                    | Roth              | 08:33:51 |                                              |
| 25. Juli 2015 | 1    | HUN Long Distance Triathlon National Championship | Nagyatád          | 08:28:53 |                                              |
| 6. Sep. 2014  | 3    | Austria-Triathlon                                 | Podersdorf        |          | [ 2 ]                                        |
| 26. Juli 2014 | 1    | HUN Long Distance Triathlon National Championship | Nagyatád          | 08:26:19 |                                              |
| 6. Juli 2014  | 13   | Ironman Germany                                   | Frankfurt am Main | 08:45:13 | Ironman European Championships               |
| 24. Aug. 2013 | 3    | Austria-Triathlon                                 | Podersdorf        | 08:32:48 | [ 4 ]                                        |
| 27. Juli 2013 | 4    | HUN Long Distance Triathlon National Championship | Nagyatád          | 09:05:30 |                                              |
| 7. Aug. 2011  | 17   | Ironman Regensburg                                | Regensburg        | 09:15:39 |                                              |

(DNF – Did Not Finish)